# 种子扩大培养
种子扩大培养简称种子扩培是发酵工程的一个组成部分，其实指将保存在砂土管、冷冻干燥管中处休眠状态的生产菌种接入试管斜面活化后，再经过扁瓶或摇瓶及种子罐逐级扩大培养,最终获得一定数量和质量的纯种过程。
其目的首先是出于接种量的需要与菌种的驯化，同时对于缩短發酵时间、保证生产水平也有帮助。

## 种子
种子扩培所得的纯种培养物称为种子。对于种子而言，应当具备以下要求：
- 总量及浓度能满足要求。
- 生理状况稳定，个体与群体区隔明显。
- 活力强，移种发酵后，能够迅速生长。
- 无杂菌污染。

### 种龄
种龄是指种子罐中培养的菌体开始移入下一级种子罐或发酵罐时的培养时间。种龄的确定受到诸多因素的影响，如果种龄过短则菌体太少，如果种龄过长，则菌体易老化。

## 过程
种子扩培的一般过程是：
- 斜面菌种 →  一级种子培养（摇瓶） →  二级种子培养(种子罐)  →   发酵

对于种子制备过程，其大致可区分为实验室阶段和生产车间阶段，前期不用种子罐，所用的设备为培养箱、摇床等实验室常见设备，在工厂这些培养过程一般都在菌种室完成，因此将这一培养过程称为实验室阶段的种子培养。而后期种子培养在种子罐里面进行，一般在工程上归为发酵车间管理，因此形象地称这些培养过程为生产车间阶段。
并非所有的种子扩大培养都采用从摇瓶到种子罐的二级发酵模式，其实际发酵级数受到发酵规模、菌体生长特性、接种量的影响。